# Albrecht Ritter Mertz von Quirnheim
Albrecht Ritter Mertz von Quirnheim (München, 25 maart 1905 - Berlijn, 21 juli 1944) was een Duitse officier en verzetsstrijder tegen het nationaalsocialistisch beleid van Adolf Hitler in de Tweede Wereldoorlog. Von Quirnheim was betrokken bij het complot van 20 juli tegen Hitler.

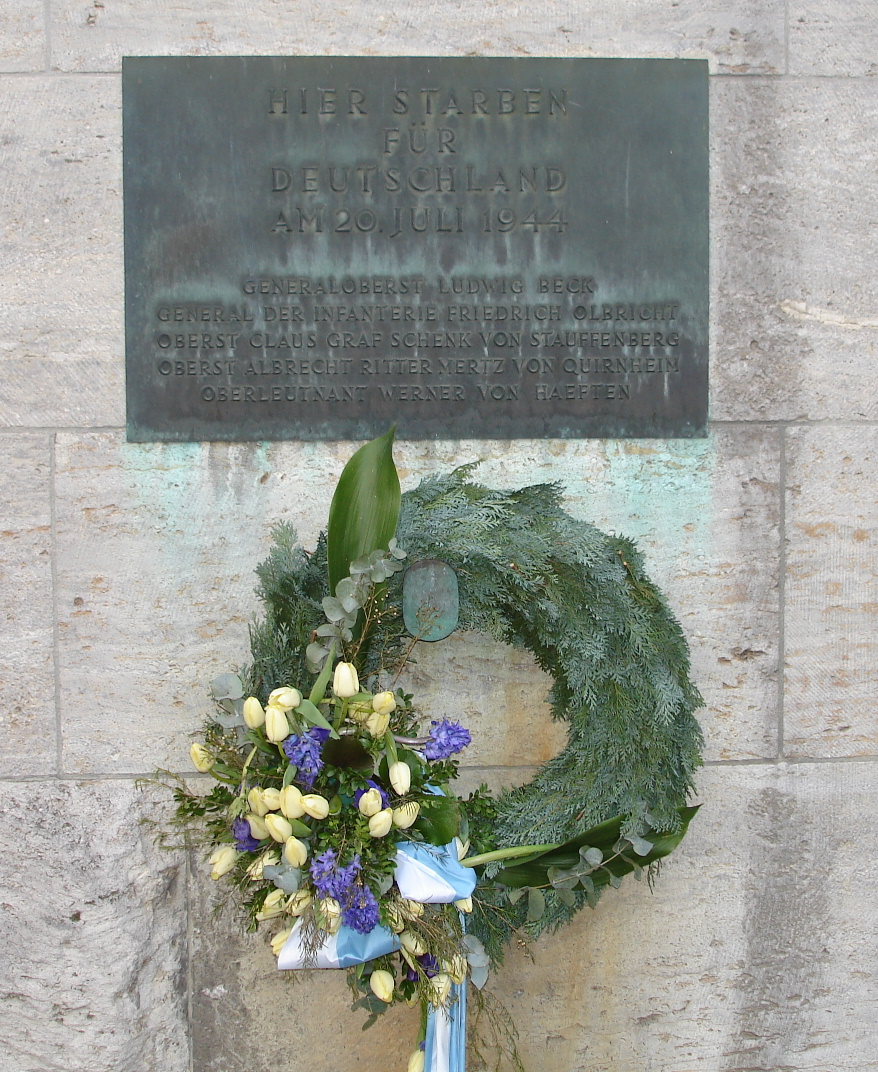
Monument bij het Bendlerblock.

## Biografie
Quirnheim is geboren in de Beierse hoofdstad München. Zijn vader was Hermann Ritter Mertz von Quirnheim, een kapitein van de Beierse Generale Staf. Quirnheim heeft zijn gehele jeugd in München gewoond, totdat zijn vader hoofd van het Reichsarchiv werd en het gehele gezin naar Potsdam verhuisde. Als kind raakte Quirnheim bevriend met onder anderen Hans-Jürgen von Blumenthal en de gebroeders Werner von Haeften en Hans-Bernd von Haeften. Deze drie waren al in een vroeg stadium betrokken bij de aanslag op Hitler op 20 juli. Na zijn eindexamen, werd Quirnheim lid van de zogenaamde Reichswehr in 1923. In 1925 ontmoette hij Claus von Stauffenberg, die in het complot van 20 juli een belangrijke rol zou gaan spelen. Toen de Tweede Wereldoorlog uitbrak, werd Quirnheim benoemd tot officier op de Generale Staf.
In het begin was Quirnheim groot aanhanger van Hitler, maar toen hij de brutaliteit zag van het regime van Hitler, begon hij afstand ervan te nemen. Maar hoe meer afstand hij ervan nam, hoe hoger zijn functie werd. In 1942 werd hij luitenant-kolonel in het 24ste leger van het Oostelijke Front en hij werd in 1943 kolonel. In dit jaar trouwde hij ook met Hilde Baier.
In september 1943 raakte Quirnheim betrokken bij het zogenaamde Operatie Walküre. Hij zette het samen met Von Stauffenberg en Friedrich Olbricht op papier. Het plan hield in dat Hitler vermoord moest worde en er een interim-regering moest komen die met de Geallieerden vrede zouden sluiten. De leiders van deze interim-regering zouden Ludwig Beck en Carl Friedrich Goerdeler worden. Quirnheim zorgde er ook gedeeltelijk voor dat Von Stauffenberg op het kantoor in Berlijn zou komen te zitten, in plaats van aan het front.
Bij het complot op 20 juli, wilde Olbricht de kans niet riskeren dat hij Operatie Walküre in gang zou zetten, als Hitler nog niet dood was. Bij deze besluiteloosheid, zette Quirnheim via een telefoontje de Operatie in werking. Maar na een paar uur kwamen er tekenen dat Hitler de moordaanslag had overleefd.
Binnen een paar uur werden Quirnheim, Von Stauffenberg, Olbricht en Von Haeften gearresteerd en ter dood veroordeeld door Friedrich Fromm, die hen had verraden toen hij zag dat de coup mislukte. Een groot deel van degenen die het brein van de aanslag op 20 juli vormden werd doodgeschoten en begraven op het Matthäus kerkhof in Berlijn. Himmler gaf het bevel de lichamen te onteren, verbranden en de as wijd te verspreiden.
Een paar dagen later werden de ouders en zus van Quirnheim alsmede zijn zwager, Wilhelm Dieckmann, gearresteerd en vermoord door de Gestapo.